# Condado de Morgan (Utah)
O Condado de Morgan é um dos 29 condados do Estado americano do Utah. A sede do condado é Morgan, que é também a sua maior cidade. O condado tem uma área de 1582 km² (dos quais 4 km² estão cobertos por água), uma população de 7129 habitantes, e uma densidade populacional de 4,5 hab/km² (segundo o censo nacional de 2000). O condado foi fundado em 1862.